# مستشفى دار صحة المرأة
مستشفى دار صحة المرأة أو مستشفى النساء والولادة التخصصي هي مستشفى في بورسعيد، بورسعيد، مصر.

## الوصف
أقيمت مستشفى النساء والولادة على مساحة 1748 مترا مربعا، وتتكون من 4 أدوار، وبها 3 مصاعد تخفيفاً على المرضى؛ بطاقة استيعابية تبلغ 52 سريرا داخلياً، 9 أسرة عناية جراحية، و19 حضانة بسريرين، وغرفة لحالات الإرجاج، وغرفتى عمليات كشك ولادة، و4 أسرة إفاقة فضلًا عن ماكينتي غسيل كلوي.

## الخدمات
وتُقدم المستشفى عدة خدمات هي «الاستقبال، الطوارئ لحالات الولادة والنساء، عمليات النساء والولادة، العيادات الخارجية، الأشعة، الصيدلة، المطبخ، المغسلة، التعقيم المركزي، المولد الكهربائي، والمشرحة»، وتشمل العيادات: «عيادة تأخر الحمل، الإخصاب المساعد، أورام النساء، الحمل الخطر، وتنظيم الأسرة»، وتشمل أيضاً الأشعات «الثابتة السينية - المتنقلة - موجات فوق صوتية- ومعامل تحاليل»، ويشمل قسم الصيدلة «3 صيدليات، مخزن مجانى، ومخزن اقتصادى».